# Amphipyra anophthalma
Amphipyra anophthalma är en fjärilsart som beskrevs av Charles Boursin 1963. Amphipyra anophthalma ingår i släktet Amphipyra och familjen nattflyn. Inga underarter finns listade i Catalogue of Life.